# علي نجم (مذيع)
علي نجم (25 مارس 1989 -) إعلامي إذاعي كويتي 

## حياته
أنهى دراسته الثانوية من مدرسة الأصمعي بقرطبة ودرس بتخصص ترجمة ولغويات (اللغة الإنحليزية) في جامعة الخليج للعلوم والتكنولوجيا وتخرج عام 2012.
.

### حياته الأسرية
في أغسطس 2014 أعلن زواجه من فتاة من خارج الوسط الفني ورزق منها بابنة في نوفمبر 2015 اسمها «هيام» 

## مشواره المهني
بدأ في مشواره الإذاعي في إذاعة المارينا في العام 2006 مصادفة عندما شارك في برنامج خاص بالذين يملكون موهبة التقديم الإذاعي والتقى محمد دغيشم، فسجل «فلاش» يقولها دغيشم «هلا هلا هلا هلا هلا معاكم علي نجم» وسمعها وبعدها قبلت وبدأ بالتقديم من خلال برنامج أنت المذيع الذي كان يعنى بإبراز الطاقات الإذاعية وكان في سن السادسة عشرة وقدم برنامج أنت المذيع ثم نايت شو مع إيمان نجم التي تأثر بها وبعدها برنامج ريفرش الذي حقق له شهرة واسعة  وفي أكتوبر 2020 قدم استقالته بعدما طلبت منه الإدارة بالإكراه العودة لتقديم البرامج خلال فترة الحداد الرسمي في الدولة بسبب وفاة أمير البلاد جابر الأحمد الصباح حينها وتوجيه عقوبه له،في أبريل 2021 انتقل بعدها لتقديم برنامج علي ونجم على تلفزيون الكويت خلال شهر رمضان 

### تعينه سفيرا لبلاك بيري في الكويت
في أكتوبر عام 2012 عين سفيرا
لبلاك بيري في الكويت 

## البرامج التي قدمها
| البرنامج         | عرض على          |
| ---------------- | ---------------- |
| أنت المذيع       | مارينا إف إم     |
| بلنتي شو         | مارينا إف إم     |
| نغم الصباح       | مارينا إف إم     |
| نايت شو          | مارينا إف إم     |
| جدر وغداوي       | مارينا إف إم     |
| الحجية وين       | مارينا إف إم     |
| ريفرش            | مارينا إف إم     |
| الأغلبية الصامتة | مارينا إف إم     |
| بو شندل          | مارينا إف إم     |
| منيو             | مارينا إف إم     |
| صافي يا لبن      | مارينا إف إم     |
| 8 نجوم           | مارينا إف إم     |
| أما بعد          | مارينا إف إم     |
| ممكن نتعرف ؟     | مارينا إف إم     |
| ممكن نتعرف أكثر؟ | مارينا إف إم     |
| شي ثاني          | مارينا إف إم     |
| ساعة وحدة        | مارينا إف إم     |
| عيدية مارينا     | مارينا إف إم     |
| كسرة روتين       | مارينا إف إم     |
| علي ونجم         | تلفزيون الكويت   |
| نتكلم موسيقى 1   | يوتيوب           |
| لا تنبش جروحي    | يوتيوب           |
| نتكلم موسيقى 2   | منصة شاشا        |
| عالوعد           | إذاعة صوت الخليج |

## المؤلفات
| الكتاب        | سنة النشر | ملاحظات |
| ------------- | --------- | ------- |
| زحمة حكي      | 2016      | [ 10 ]  |
| جاري الكتابة  | 2017      | [ 11 ]  |
| خيال          | 2019      | [ 12 ]  |
| بالنيابة عنهم | 2021      | [ 13 ]  |
| حالة عامة جداً | 2022      | دار شغف |

## الجوائز
- الكويت:جائزة المركز الأول في برنامج أنت المذيع من إذاعة المارينا.
- الكويت: لقب أفضل مذيع في إذاعة المارينا من خلال تصويت الجمهور بعد اجتياز المرحلة الأولى من المسابقة وقبوله في الدورة الإذاعية المتخصصة لبرنامج أنت المذيع.